# Pattensen
Pattensen − miasto w Niemczech, w kraju związkowym Dolna Saksonia, w związku komunalnym Region Hanower.

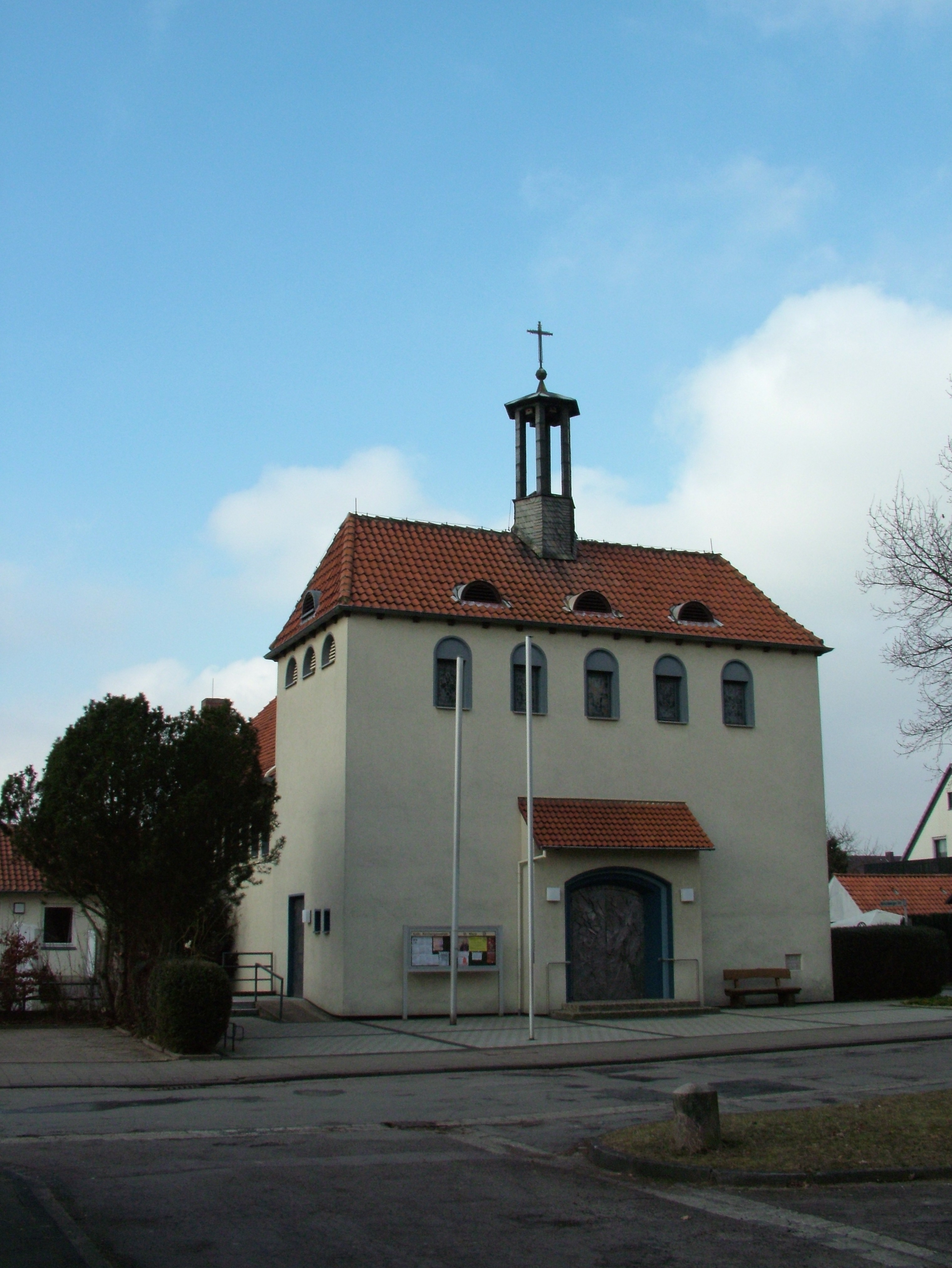
Kościół w Pattensen